# Домингес, Диего (гребец)
Диего Домингес Мартин (исп. Diego Domínguez Martín; род. 4 мая 2003, Мадрид) — испанский гребец на каноэ, бронзовый призёр летних Олимпийских игр 2024 года. Участник летних Олимпийских 2024 года.

## Карьера
В 2023 году испанский каноист выиграл две золотые медали на чемпионате мира по гребле на байдарках и каноэ среди юношей до 23-х лет. Диего праздновал успех в смешанной эстафете каноэ-двойки на дистанции 500 метров и в мужской эстафете в каноэ-двойки на дистанции 500 метров.
На летних Олимпийских играх 2024 года в Париже испанец завоевал бронзовую медаль в каноэ-двойках на дистанции 500 метров. Его партнёром был Хоан Антонио Морено.